# St.-Iwan-Rilski-Kirche (Targowischte)

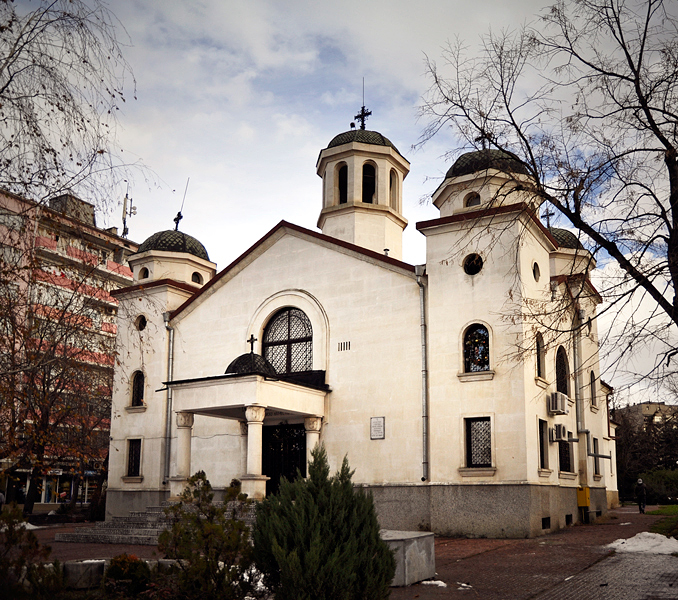
St.-Iwan-Rilski-Kirche

Die St.-Iwan-Rilski-Kirche ist ein Gotteshaus der Bulgarisch-Orthodoxen Kirche in Targowischte. Sie trägt den Namen des ersten bulgarischen Eremiten, des heiligen Iwan Rilski. 1912 wurde der Bau begonnen, aber kurz danach wegen der Balkankriege in den Jahren 1912 und 1913 unterbrochen.

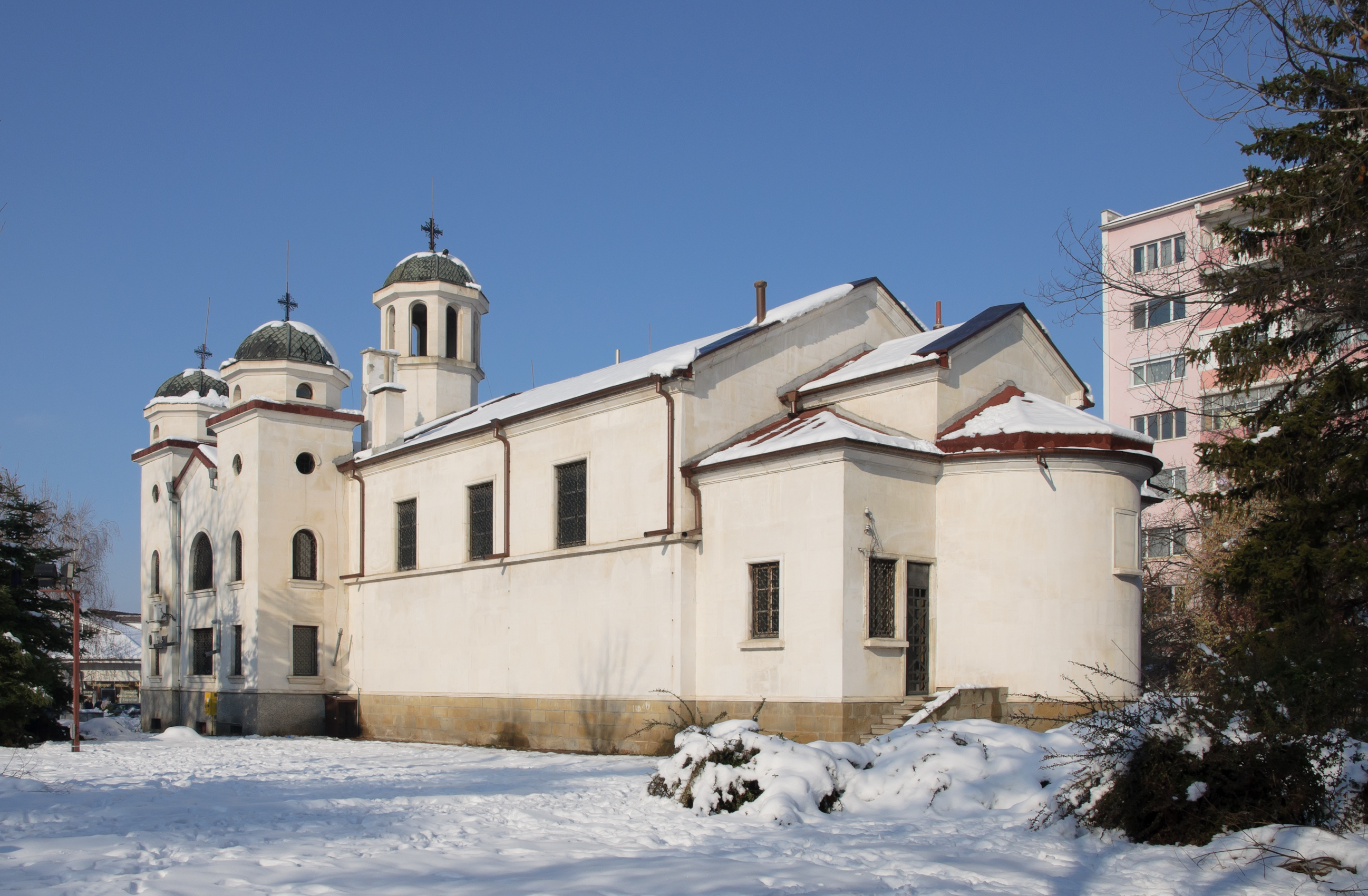
Das Kirchenschiff der Kirche

1936 wurde die Kirche fertiggestellt. 1961 wurde die einzigartige Holzschnittikonostase von Petar Kuklew eingebaut. In den 1970er Jahren wurde die Kirche gründlich renoviert und saniert mit Hilfe einer Spende des Metropoliten Andrej von New York. Er war der Metropolit der Bulgarisch-Orthodoxen Diözese der USA, Kanadas und Australiens von 1947 bis 1972 und hatte seine Schulzeit in Targowischte verbracht, deswegen war er mit der Stadt eng verbunden. Nach seinem Tod 1972 wurde er im Narthex der Kirche beigesetzt.